# Jorge Masvidal
Jorge „Gamebred“ Masvidal (* 12. November 1984 in Miami) ist ein US-amerikanischer professioneller MMA-Kämpfer, der in der UFC tätig ist. Sein Profi-Debüt erfolgte im Jahr 2003. Er war ebenfalls in bekannten MMA-Organisationen wie Strikeforce und Bellator tätig. Masvidal hält den Rekord für den schnellsten Knockout, den er in nur 5 Sekunden gegen den damals unbesiegten Ben Askren 2019 erzielte. Außerdem hält er den „BMF“-Titel.

## Leben

### Jugend und Start der Karriere
Jorge Masvidal kam am 12. November 1984 als Sohn einer peruanischen Mutter und eines kubanischen Vaters in Miami auf die Welt. Masvidal berichtete, dass sein Vater im Alter von 14 Jahren mit einem selbst gebauten Floß in die USA floh. Jedoch wurde er kurz nach Jorges Geburt wegen Drogenhandels und Totschlags zu 20 Jahren Haft verurteilt. Jorge Masvidal wuchs mit seiner Mutter in ärmlichen Verhältnissen in Westchester bei Miami auf. Er galt schon in jungen Jahren als Unruhestifter und war oft in Straßenkämpfe involviert. Nach dem Vorbild anderer Jugendlicher aus der Nachbarschaft beschloss er, seinen Lebensunterhalt durch das Gewinnen von Kämpfen zu verdienen. Mit 14 Jahren fing er an, Geld für seine Kämpfe zu erhalten. Mit 18 trat er gegen Kimbo Slices Schützling Ray an und gewann überlegen.

### Profi-Karriere
Masvidal gewann sein Pro-MMA-Debüt per Knockout am 24. Mai 2003 bei den HOOKnSHOOT: Absolute Fighting Championships 3.
Im April 2009 unterschrieb Masvidal bei Bellator, um in der Leichtgewicht-Division anzutreten.
Masvidal kam Anfang 2011 zu Strikeforce.
Als die UFC Strikeforce aufkaufte, übernahm sie auch die Kämpfer. Bei Masvidal blieb jedoch der erwünschte Erfolg aus. Er kam oft in die Nähe eines Titelkampfes, verlor jedoch stets. 2018 nahm sich Masvidal eine Auszeit, als er jedoch 2019 zurückkehrte, schlug er überraschend den aufstrebenden UFC-Star Darren Till in der zweiten Runde K.O. Darauf folgte noch ein Ereignis, das sich in derselben Nacht abspielte: „Three Piece And A Soda“. Als der Konkurrent Leon Edwards Masvidal während eines Interviews von der Seite verspottete, begab sich dieser zu ihm und gab ihm eine Dreifach-Box-Kombination. Der Clip wurde über Nacht zum Hit, Masvidals Popularität stieg. Bei den UFC 239 in Las Vegas im Juli 2019 besiegte er seinen Rivalen Ben Askren in 5 Sekunden durch ein Flying Knee und erzielte damit das schnellste K.O. in der UFC-Geschichte. Im November desselben Jahres folgte ein Kampf mit Nate Diaz um den BMF-Gürtel. Masvidal dominierte den Kampf drei Runden lang, bis dieser schlussendlich vom Arzt, aufgrund eines Cuts über Diaz’ Auge, gestoppt wurde.
Aufgrund der COVID-19-Pandemie wurden von der UFC aus finanziellen Gründen die großen Kämpfe vermieden. Unter anderem verlangte Masvidal mit MMA-Legende Jon Jones mehr Geld von der UFC, denn die UFC zahlt nur geschätzt 30 % der Einnahmen an die Athleten (bei anderen Sportarten um die 50 %). Jedoch trat Masvidal im Juli gegen den Champion Kamaru Usman an. Masvidal nahm den Kampf erst 6 Tage zuvor an und musste sein Gewicht um 10 Kilogramm reduzieren, um in der Weltergewicht-Kategorie antreten zu können. Er verlor per Punkterichter-Entscheidung.
Masvidal trat am 24. April 2021 bei UFC 261 in einem Rückkampf um die UFC-Weltergewichtsmeisterschaft gegen Kamaru Usman an und wurde in der zweiten Runde ausgeknockt, was das erste Mal war, dass er in fünfzig Profikämpfen ausgeknockt wurde.

### GAMEBRED Fighting Championship
Masvidal verkündete vor seinem Rückkampf mit Usman, dass er seine eigene Bare Knuckle MMA -Kampforganisation gründen werde. Diese wird unter anderem von dem Populären Sänger Anuel AA gesponsert. Das erste Event findet voraussichtlich am 18. Juni 2021 in Florida statt. 